# Lijst van staatshoofden van Brits-Indië

## Keizerin en keizers van India
- Victoria (1877-1901)
- Edward VII (1901-1910)
- George V (1910-1936)
- Edward VIII (1936)
- George VI (1936-1947)

## Gouverneurs-generaal van Brits-Indië (1773-1950)

### Gouverneur van de presidentie van Fort William (1773–1833)
| Nr. | Gouverneur (geboorte–overlijden) | Gouverneur (geboorte–overlijden)                          | Ambtstermijn      | Ambtstermijn      | Benoemd door       |
| --- | -------------------------------- | --------------------------------------------------------- | ----------------- | ----------------- | ------------------ |
| 1   |                                  | Warren Hastings (1732–1818)                               | 20 oktober 1773   | 1 februari 1785   | East India Company |
| 2   |                                  | John Macpherson (1745–1821) (plaatsvervangend)            | 1 februari 1785   | 12 september 1786 | East India Company |
| 3   |                                  | Charles Cornwallis (1738–1805)                            | 12 september 1786 | 28 oktober 1793   | East India Company |
| 4   |                                  | John Shore (1751–1834)                                    | 28 oktober 1793   | 18 maart 1798     | East India Company |
| 5   |                                  | Alured Clarke (1744–1832) (plaatsvervangend)              | 18 maart 1798     | 18 mei 1798       | East India Company |
| 6   |                                  | Richard Wellesley (1760–1842)                             | 18 mei 1798       | 30 juli 1805      | East India Company |
| 7   |                                  | Charles Cornwallis (1738–1805)                            | 30 juli 1805      | 5 oktober 1805    | East India Company |
| 8   |                                  | George Barlow (1762–1847) (plaatsvervangend)              | 10 oktober 1805   | 31 juli 1807      | East India Company |
| 9   |                                  | Gilbert Elliot-Murray-Kynynmound (1751-1814)              | 31 juli 1807      | 4 oktober 1813    | East India Company |
| 10  |                                  | Francis Rawdon-Hastings (1754–1826)                       | 4 oktober 1813    | 9 januari 1823    | East India Company |
| 11  |                                  | John Adam (1779–1825) (plaatsvervangend)                  | 9 januari 1823    | 1 augustus 1823   | East India Company |
| 12  |                                  | William Amherst (1773–1857)                               | 1 augustus 1823   | 13 maart 1828     | East India Company |
| 13  |                                  | William Butterworth Bayley (1782–1860) (plaatsvervangend) | 13 maart 1828     | 4 juli 1828       | East India Company |
| 14  |                                  | William Bentinck (1774–1839)                              | 4 juli 1828       | 1833              | East India Company |

### Gouverneur-generaal van Brits-Indië (1833–1858)
| Nr. | Gouverneur-generaal (geboorte–overlijden) | Gouverneur-generaal (geboorte–overlijden)               | Ambtstermijn     | Ambtstermijn     | Benoemd door       |
| --- | ----------------------------------------- | ------------------------------------------------------- | ---------------- | ---------------- | ------------------ |
| 14  |                                           | William Bentinck (1774–1839)                            | 1833             | 20 maart 1835    | East India Company |
| 15  |                                           | Charles Metcalfe (1785–1846) (plaatsvervangend)         | 20 maart 1835    | 4 maart 1836     | East India Company |
| 16  |                                           | George Eden (1784–1849)                                 | 4 maart 1836     | 28 februari 1842 | East India Company |
| 17  |                                           | Edward Law (1790–1871)                                  | 28 februari 1842 | juni 1844        | East India Company |
| 18  |                                           | William Wilberforce Bird (1784–1857) (plaatsvervangend) | juni 1844        | 23 juli 1844     | East India Company |
| 19  |                                           | Henry Hardinge (1785–1856)                              | 23 juli 1844     | 12 januari 1848  | East India Company |
| 20  |                                           | James Broun-Ramsay (1812–1860)                          | 12 januari 1848  | 28 februari 1856 | East India Company |
| 21  |                                           | Charles Canning (1812–1862)                             | 28 februari 1856 | 1 november 1858  | East India Company |

### Gouverneur-generaal en onderkoning van Brits-Indië (1858–1947)
| Nr. | Gouverneur-generaal (geboorte–overlijden) | Gouverneur-generaal (geboorte–overlijden)       | Ambtstermijn           | Ambtstermijn           | Benoemd door       |
| --- | ----------------------------------------- | ----------------------------------------------- | ---------------------- | ---------------------- | ------------------ |
| 21  |                                           | Charles Canning, Earl Canning (1812–1862)       | 1 november 1858        | 21 maart 1862          | Keizerin Victoria  |
| 22  |                                           | James Bruce (1811–1863)                         | 21 maart 1862          | 20 november 1863       | Keizerin Victoria  |
| 23  |                                           | Robert Napier (1810–1890) (plaatsvervangend)    | 21 november 1863       | 2 december 1863        | Keizerin Victoria  |
| 24  |                                           | William Denison (1804–1871) (plaatsvervangend)  | 2 december 1863        | 12 januari 1864        | Keizerin Victoria  |
| 25  |                                           | John Lawrence (1811–1879)                       | 12 januari 1864        | 12 januari 1869        | Keizerin Victoria  |
| 26  |                                           | Richard Bourke (1822–1872)                      | 12 januari 1869        | 8 februari 1872        | Keizerin Victoria  |
| 27  |                                           | John Strachey (1823–1907) (plaatsvervangend)    | 9 t/m 23 februari 1872 | 9 t/m 23 februari 1872 | Keizerin Victoria  |
| 28  |                                           | Francis Napier (1819–1898) (plaatsvervangend)   | 24 februari 1872       | 3 mei 1872             | Keizerin Victoria  |
| 29  |                                           | Thomas Baring (1826–1904)                       | 3 mei 1872             | 12 april 1876          | Keizerin Victoria  |
| 30  |                                           | Robert Bulwer-Lytton (1831–1891)                | 12 april 1876          | 8 juni 1880            | Keizerin Victoria  |
| 31  |                                           | George Robinson (1827–1909)                     | 8 juni 1880            | 13 december 1884       | Keizerin Victoria  |
| 32  |                                           | Frederick Hamilton-Temple-Blackwood (1826–1902) | 13 december 1884       | 10 december 1888       | Keizerin Victoria  |
| 33  |                                           | Henry Petty-Fitzmaurice (1845–1927)             | 10 december 1888       | 11 oktober 1894        | Keizerin Victoria  |
| 34  |                                           | Victor Bruce (1849–1917)                        | 11 oktober 1894        | 6 januari 1899         | Keizerin Victoria  |
| 35  |                                           | George Curzon (1859–1925)                       | 6 januari 1899         | 18 november 1905       | Keizerin Victoria  |
| 36  |                                           | Gilbert Elliot-Murray-Kynynmound (1845–1914)    | 18 november 1905       | 23 november 1910       | Keizer Edward VII  |
| 37  |                                           | Charles Hardinge (1858–1944)                    | 23 november 1910       | 4 april 1916           | Keizer George V    |
| 38  |                                           | Frederic Thesiger (1868–1933)                   | 4 april 1916           | 2 april 1921           | Keizer George V    |
| 39  |                                           | Rufus Isaacs (1860–1935)                        | 2 april 1921           | 3 april 1926           | Keizer George V    |
| 40  |                                           | Edward Wood (1881–1959)                         | 3 april 1926           | 18 april 1931          | Keizer George V    |
| 41  |                                           | Freeman Freeman-Thomas (1866–1941)              | 18 april 1931          | 18 april 1936          | Keizer George V    |
| 42  |                                           | Victor Hope (1887–1952)                         | 18 april 1936          | 1 oktober 1943         | Keizer Edward VIII |
| 43  |                                           | Archibald Wavell (1883–1950)                    | 1 oktober 1943         | 21 februari 1947       | Keizer George VI   |
| 44  |                                           | Louis Mountbatten (1900–1979)                   | 21 februari 1947       | 15 augustus 1947       | Keizer George VI   |

### Gouverneur-generaal van deDominion of India(1947–1950)
| Nr. | Gouverneur-generaal (geboorte–overlijden) | Gouverneur-generaal (geboorte–overlijden) | Ambtstermijn     | Ambtstermijn    | Benoemd door     |
| --- | ----------------------------------------- | ----------------------------------------- | ---------------- | --------------- | ---------------- |
| 44  |                                           | Louis Mountbatten (1900–1979)             | 15 augustus 1947 | 21 juni 1948    | Keizer George VI |
| 45  |                                           | Chakravarti Rajagopalachari (1878–1972)   | 21 juni 1948     | 26 januari 1950 | Keizer George VI |